# Stanislaw Fraczyk

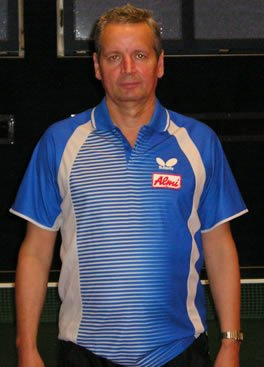
Stanislaw Fraczyk

Stanislaw „Stani“ Fraczyk (* 2. Dezember 1952 in Łódź) ist ein polnisch-österreichischer Tischtennisspieler, der bei den Sommer-Paralympics 1996 und 2004 jeweils die Goldmedaille in der Klasse 9 holte.

## Leben
Der gebürtige Pole hat von Geburt an aufgrund einer Polioerkrankung ein um fünf Zentimeter kürzeres Bein. Obwohl ihm aufgrund der Behinderung die Schnelligkeit und die Stabilität im rechten Bein fehlte, gehörte er von Anfang an mit seinem Bruder Zbigniew zu den besten Tischtennisspielern. Mit 28 Jahren kam er 1980 nach Österreich und spielte von Anfang an beim UTTC Stockerau Bundesliga. Er war hauptberuflich Beamter, hat sich eine Sportagentur aufgebaut und spielte bis vor wenigen Jahren erfolgreich mit Stockerau Bundesliga und Superliga.
2013 wurde ihm zu Ehren die Tischtennishalle im Sportzentrum Alte Au in Stockerau „Stani Fraczyk Arena“ benannt.

## Privates
Stanislaw Fraczyk lebt gemeinsam mit seiner Frau Jolanta in Stockerau.

## Erfolge

### Bei den Nichtbehinderten
- 13× polnischer Staatsmeister
- 3× davon im Einzel (1975, 1976, 1977)
- 12× österreichischer Staatsmeister
- 2× davon im Einzel (1985, 1987)
- 5× davon in der Mannschaft mit dem UTTC Stockerau (1985, 1986, 1987, 1989, 1990)
- 5× Meister der Tischtennis-Bundesliga mit dem UTTC Stockerau (1994, 1995, 1996, 1999, 2000)
- Über 100 Einsätze im österreichischen Nationalteam
- 10 Jahre im polnischen Nationalteam
- 2013 Sieg bei der Senioren-Europameisterschaft in Bremen in der Altersklasse Ü60 im Einzel und Doppel[4]
- 2014 Weltmeister in der Einzelkonkurrenz bei der Senioren-Weltmeisterschaft 2014 in Auckland/Neuseeland in der Klasse Ü60; zusammen mit Reinhard Sorger Vizeweltmeister im Doppel

### Bei den Behinderten
Paralympics
- 2× Gold Klasse 9 (1996, 2004)
- 2× Silber Klasse 9 (2000, 2012)
- 1× Gold Klassen 6–10 (1996)
- 2× Silber Klasse 9 Team (1996, 2004)

Weltmeisterschaften
- 2× Gold Klasse 9 (1998, 2002)
- 2× Silber Klasse 9 (2006, 2012)
- 1× Gold Klassen 6–10 (2002)
- 1× Silber Klassen 6–10 (1998)
- 1× Bronze Klassen 6–10 (2006)
- 1× Silber Klasse 9 Team (1998)

Europameisterschaften
- 5× Gold Klasse 9 (1997, 1999, 2001, 2003, 2005)
- 1× Gold Klassen 6–10 (1999, 2001)
- 1× Silber Klassen 6–10 (2003)
- 1× Bronze Klassen 6–10 (1997)
- 1× Gold Klassen 6–10 Doppel (1999)
- 2× Gold Klasse 9 Team (1997, 2003)
- 1× Silber Klasse 9 Team (1999)
- 2× Bronze Klasse 9 Team (2003, 2001)

## Auszeichnungen (Auszug)
- Goldenes Ehrenzeichen für Verdienste um die Republik Österreich (1996)
- Großes Ehrenzeichen für Verdienste um die Republik Österreich (2004)
- Großer Sportpreis der Stadt Wien (2003)

## Turnierergebnisse
| Verband | Veranstaltung     | Jahr | Ort        | Land | Einzel     | Doppel    | Mixed        | Team |
| ------- | ----------------- | ---- | ---------- | ---- | ---------- | --------- | ------------ | ---- |
| UT      | Weltmeisterschaft | 1989 | Dortmund   | FRG  | letzte 128 | letzte 64 | letzte 32    | 23   |
| AUT     | Weltmeisterschaft | 1987 | New Delhi  | IND  | letzte 64  | letzte 32 | letzte 128   | 15   |
| AUT     | Weltmeisterschaft | 1985 | Göteborg   | SWE  | letzte 128 | letzte 64 | Qual         | 21   |
| POL     | Weltmeisterschaft | 1979 | Pyongyang  | PRK  | letzte 64  | letzte 32 | letzte 64    | 13   |
| POL     | Weltmeisterschaft | 1977 | Birmingham | ENG  | letzte 64  | letzte 32 | keine Teiln. | 12   |
| POL     | Weltmeisterschaft | 1975 | Calcutta   | IND  | letzte 128 | letzte 16 | letzte 64    | 17   |
| POL     | Weltmeisterschaft | 1973 | Sarajevo   | YUG  | letzte 128 | Qual      | keine Teiln. | 19   |